# Pedro Fernández Hermida
Pedro Fernández Hermida (* 25. März 1976) ist ein ehemaliger spanischer Radrennfahrer.
Pedro Fernández begann seine Karriere 2002 bei dem portugiesischen Radsportteam Pepolim & Irmaos-Ovarense und fuhr bis 2008 bei verschiedenen kleineren Mannschaften dieses Landes. Er gewann 2004 die Gesamtwertung und eine Etappe des Etappenrennens GP do Minho, bei dem er zwei Jahre später eine Etappe gewinnen konnte. Fernández beendete seine Karriere 2009 beim spanischen Professional Continental Team Xacobeo Galicia.